# Donkervoort D8
Pour les articles homonymes, voir Donkervoort (homonymie) et D8 (homonymie).
La Donkervoort D8 est une automobile de sport néerlandaise fabriquée depuis 1993 par Donkervoort inspirée de la Lotus Seven. Elle existe également en version coupé sous le nom de Donkervoort D8 GT.

## Donkervoort D8 et D8 Cosworth (1993 - 1998)

### Moteur
La D8 est équipée du 4 cylindres en ligne Ford de 1,8 litre de 140 chevaux qui lui permet d'atteindre le 0 à 100 km/h en 6 secondes avec une vitesse de pointe de 200 km/h.
La D8 Cosworth est équipée du 4 cylindres en ligne Ford-Cosworth de 2,0 litres de 220 chevaux qui lui permet d'atteindre le 0 à 100 km/h en 4,5 secondes avec une vitesse de pointe de 235 km/h.
Depuis 1998, les Donkervoort D8 sont équipées du moteur Audi 4 cylindres 1,8 litre Turbo 20 soupapes développant des puissances de 150 à 270 chevaux.

### Performances
- Vitesse maximale: 200 km/h; 235 km/h (Ford-Cosworth)
- 0-100 km/h: 6,0 secondes; 4,5 (Ford-Cosworth)
- 400 mètres départ-arrêté: 13,0 secondes (Ford-Cosworth)
- 1000 mètres départ-arrêté: 24,1 secondes (Ford-Cosworth)
- Rapport Poids/Puissance: 4,071 kg/ch; 3,136 kg/ch (Ford-Cosworth)
- Rapport Puissance/Litre: 77,951 ch/litre; 110.386 ch/litre (Ford-Cosworth)

## Donkervoort D8 150 (1999 - 2002)

### Moteur
La D8 150 est équipée du 4 cylindres en ligne Audi de 1,8 litre développant 150 chevaux permettant d'atteindre le 0 à 100 km/h en 5,4 secondes avec une vitesse de pointe de 206 km/h.

### Performances
- Vitesse maximale: 206 km/h
- 0-100 km/h: 5,4 secondes
- 0-160 km/h: 12,6 secondes
- 400 mètres départ-arrêté: 13,8 secondes
- 1000 mètres départ-arrêté: 25,6 secondes
- Rapport Poids/Puissance: 4,2 kg/ch
- Rapport Puissance/Litre: 84,222 ch/litre
- Consommation mixte : 8,7 litres au 100 km